# Tromsdalstinden
Tromsdalstinden (sami septentrional: Sálašoaivi) es un monte al este de la ciudad de Tromsø en Noruega. El pico mide 1238 metros. La cantidad de nieve que cae en el monte cambia año tras año, pero el pico normalmente permanece sin nieve solo por unos pocos meses en el verano. En Tromsø se puede ver claramente el monte desde el centro de la ciudad.

## Etimología
Se puede traducir el nombre en noruego como «el pico sobre Tromsdalen», mientras que en sami, el nombre se forma de dos palabras sálaš, que significa «un área buena para la cacería» y oaivi que normalmente significa «cabeza» pero al hablar del paisaje significa una montaña que es redonda, es decir que no tiene picos agudos.
- Datos: Q2487508
- Multimedia: Tromsdalstinden / Q2487508